# Catherine Malfitano
Catherine Malfitano (ur. 18 kwietnia 1948 w Nowym Jorku) – amerykańska śpiewaczka operowa, sopran.

## Życiorys
Jej ojciec był skrzypkiem w nowojorskiej Metropolitan Opera. Studiowała w Manhattan School of Music, gdzie w 1971 roku uzyskała stopień Bachelor of Arts. Zadebiutowała na scenie w 1972 roku rolą Anusi w Falstaffie Giuseppe Verdiego w Denver Central City Opera. W latach 1972–1973 występowała w Minnesota Opera. W 1974 roku po raz pierwszy wystąpiła w Europie, kreując rolę Zuzanny w Weselu Figara W.A. Mozarta podczas Holland Festival. Od 1974 do 1979 roku związana była z New York City Opera, gdzie debiutowała rolą Mimi w Cyganerii Giacoma Pucciniego. W 1975 roku wystąpiła na festiwalu w Salzburgu (Servilia w Łaskawości Tytusa) oraz w Covent Garden Theatre w Londynie (Zerlina w Don Giovannim). W kolejnych latach śpiewała na czołowych scenach operowych świata, m.in. w Metropolitan Opera (1979, rola Małgosi w Jasiu i Małgosi Engelberta Humperdincka), Operze Wiedeńskiej (1982, rola Violetty w Traviacie), Deutsche Oper Berlin (1987, rola Cio-Cio-San w Madame Butterfly) czy mediolańskiej La Scali (1988, rola tytułowa w Dafne Richarda Straussa). W 1999 roku kreowała rolę Beatrice podczas prapremierowego przedstawienia opery Williama Bolcoma A View from the Bridge w Chicago.
Do jej popisowych ról należały tytułowe partie w Tosce Pucciniego i Salome Straussa, a także Violetta w Traviacie Verdiego, Julia w Romeo i Julii Gounoda, Micaëla w Carmen Bizeta, rola tytułowa w Manon Masseneta. Dokonała nagrania płytowego Toski dla Decca Records w 1994 roku, wystąpiła też w filmowej adaptacji Łaskawości Tytusa (1980, reż. Jean-Pierre Ponnelle) oraz nagraniu Toski w rzymskich plenerach, zrealizowanym w 1992 roku na potrzeby telewizji.